# Fasrum
Fasrummet är ett matematiskt rum som beskriver ett systems konfiguration och rörelse. Varje frihetsgrad och dess förändring över tiden är en koordinat. Punkterna i rummet har formen {\displaystyle (x_{1},x'_{1},x_{2},x'_{2},\ldots ,x_{i},x'_{i})} och motsvarar ett fullständigt tillstånd av hela systemet.
Ett enkelt system med endast en partikel skulle ha ett 6-dimensionellt fasrum, tre dimensioner för att beskriva dess läge och tre för att beskriva dess rörelsemängder.
Om systemets dynamik består av första ordningens differentialekvationer kommer tillståndet att röra sig längs en kurva genom rummet, helt bestämd av sin startpunkt. Två sådana kurvor kan inte korsa varandra, eftersom de hädanefter skulle sammanfalla. 
En vanlig form av diagram i teorin för dynamiska system är fasporträtt, där familjer av lösningskurvor ritas ut för att markera vilka former av dynamik som är möjliga för systemet och var dess kritiska punkter finns.
Fasrum spelar stor roll inom teorin för dynamiska system, mekanik och statistisk mekanik.